# Lampranthus glaucus
Lampranthus glaucus es una especie de planta suculenta perteneciente a la familia de las aizoáceas. Es originaria de Sudáfrica.

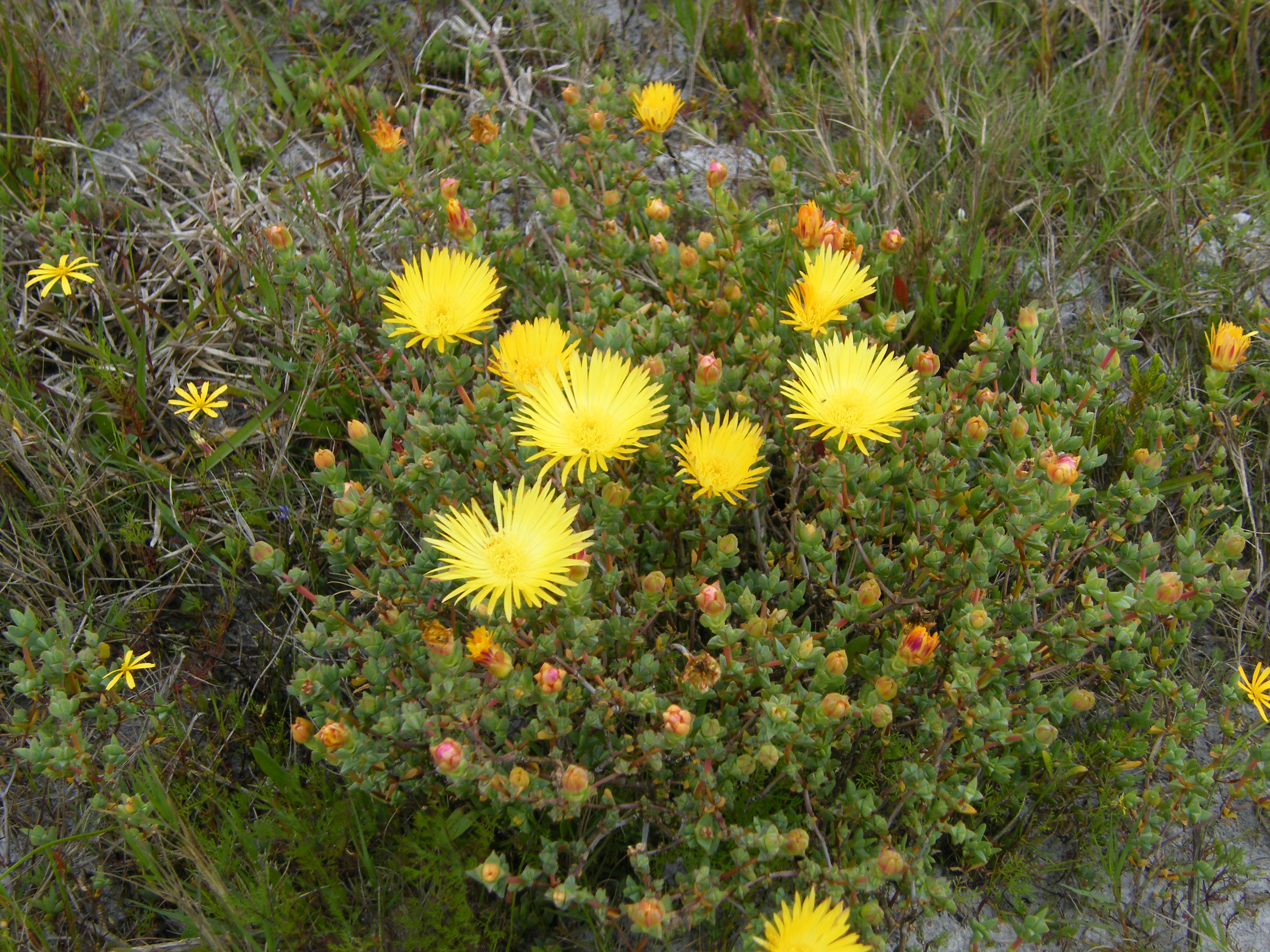
Vista de la planta

## Descripción
Es una pequeña planta suculenta perennifolia que alcanza un tamaño de 15 a 25 cm de altura, con flores de color amarillo, a una altitud de 20 - 550 metros en Sudáfrica.

## Taxonomía
Lampranthus glaucus fue descrita por  (L.) N.E.Br., y publicado en The Gardeners' Chronicle,ser. 3 87: 212. 1930.
Etimología
Lampranthus: nombre genérico que deriva de las palabras griegas: lamprós = "brillante" y ánthos = "flor".
glaucus: epíteto latino que significa "glauco".
Sinonimia
- Mesembryanthemum glaucum L. (1753) basónimo
- Lampranthus glaucus var. tortuosus (Salm-Dyck) Schwantes
- Mesembryanthemum glaucum var. tortuosum Salm-Dyck[3][4]